# Avon Championships of Kansas 1982
Avon Championships of Kansas 1982  — жіночий тенісний турнір, що проходив на закритих кортах з килимовим покриттям Municipal Auditorium у Канзас-Сіті (США) в рамках Світової чемпіонської серії Вірджинії Слімс 1982. Турнір відбувся вчетверте і тривав з 8 до 14 лютого 1982 року. Перша сіяна Мартіна Навратілова здобула титул в одиночному розряді й отримала за це 22 тис. доларів США.

## Фінальна частина

### Одиночний розряд
Мартіна Навратілова —  Барбара Поттер 6–2, 6–2
- Для Навратілової це був 4-й титул в одиночному розряді за сезон і 59-й — за кар'єру.

### Парний розряд
Барбара Поттер /  Шерон Волш —  Mary Lou Piatek /  Енн Сміт 4–6, 6–2, 6–2

## Розподіл призових грошей
| Дисципліна       | П       | F       | ПФ     | ЧФ     | 1/8    | Prel. round |
| Одиночний розряд | $22,000 | $11,000 | $6,050 | $3,000 | $1,650 | $900        |